# Letrista
Un letrista es un escritor que se especializa en la creación de letras para canciones, lo que por lo general es una actividad pagada hecha bajo encargo. Los cantantes que escriben la letra de sus propias canciones son llamados cantautores.
Algunos letristas trabajan estrechamente al lado de los compositores de canciones, participando cada cual en la letra y su melodía y en ocasiones, el letrista solo escribe la lírica para una pieza ya totalmente compuesta o viceversa; la misma persona compone también la canción. Por ejemplo, Homero Manzi, maestro letrista de tango, escribía la letra para la música que ya había compuesto Aníbal Troilo. A veces también se asocian para trabajar casi por separado, o de forma inversa, por ejemplo, Bernie Taupin escribía las letras y se las entregaba a Elton John, quien después les componía la música, habiendo una interacción mínima entre ambos.
En la ópera, el libretista desempeña la tarea del letrista, al ser el responsable de todo el texto que se recita o canta en una obra.